# Église Saint-Laurent de Beaulieu-lès-Loches
Pour les articles homonymes, voir Église Saint-Laurent.
L'ancienne église Saint-Laurent de Beaulieu-lès-Loches est une église catholique située à Beaulieu-lès-Loches, en France.
Cet édifice est au  XXIe siècle désaffecté et sert principalement d'espace communal pour expositions temporaires.
Il était dédié à Saint Laurent, mort martyr sur un gril au IIIe siècle et célébré le 10 août.

## Histoire
L'église aurait été fondée au XIe siècle. À l'origine, c'était une simple chapelle. Le chœur, long de deux travées et ses bas-côtés, conservés aujourd'hui, semblent dater de cette période.
L'église est érigée en cure vers 1229. Le clocher est probablement édifié dans le même temps en lieu et place de la dernière travée du bas-côté Nord.
Une paroisse est constituée dans les années 1230. L'église est alors prolongée d'une nef afin d'accueillir les nouveaux paroissiens.
Deux chapelles sont édifiées au chevet de l'édifice au XVIe siècle par Jean Sauvage, aumônier de la reine Anne de Bretagne. La chapelle septentrionale est placée sous le vocable de Notre-Dame de Pitié et possède son propre autel.
L'édifice est désaffecté à la Révolution et est vendu comme bien national.
De la fin des années 1830 à 1952, l'édifice est propriété des marquis de Bridieu successifs, qui l'utilisent pour abriter les sépultures familiales sous l'ancien autel de la chapelle Notre-Dame de Pitié.
L'ancienne église est classée Monument Historique par arrêté du 17 septembre 1952. 
Ce classement (ainsi qu'une promesse de subventions de 50 % de la part de l’État et de 25 % de la part du Département), convainc la municipalité d'accepter le don du Marquis de Bridieu, malgré les travaux importants nécessaires à la remise en état du bâtiment.
Durant les années suivantes, l'église est, dans un premier temps, mise hors d'eau, puis plus globalement consolidée. Malgré de nombreuses difficultés financières, à partir des années 1960, l'église est progressivement convertie en salle culturelle par la commune.

## Description
La description ci-contre est presque intégralement issue de celle d'André Montoux au tout début des années 1950.
Le chœur est long de deux travées voûtées sur croisées d’ogives sans clef décorée, dont les nervures sont moulurées d’un simple tors. Le chœur communique à son extrémité orientale par une arcade en tiers-point avec le bas-côté sud (vestiges de la chapelle romane initiale également) et est clôturé au Nord (dernière travée uniquement) par un mur plein où l’on note la présence d’une baie en plein-cintre (murée lorsque l’on a édifié le clocher).
Le clocher est construit sur un plan carré.
Deux chapelles du XVIe siècle sont ouvertes sur le chevet. La chapelle septentrionale, construite en 1507, est ornée en clef de voûte des armes de Jean Sauvage, aumônier de la reine Anne de Bretagne (d’azur à trois croissants d’or et une étoile d’or en cœur). Sous l’autel, un caveau fut aménagé en 1840 (après la désaffectation) pour recevoir des sépultures de la famille de Bridieu. La chapelle méridionale, édifiée en 1530, présente des chapiteaux caractéristiques de la Renaissance,  ornés  de  fruits  et  de  guirlandes  où  se  détache  également  le  blason des Sauvage.
Construite à partir des années 1230, la nef, à éclairage indirect, prolonge le chœur et les bas-côtés. Elle est longue de deux travées couvertes de voûtes angevines à huit nervures très bombées,  reposant sur deux colonnes monocylindriques  à  base carrée. Le  chapiteau  est  orné  de  deux  rangs  de  feuilles sous un tailloir octogone. Cette nef est considérée comme caractéristique de l’art « Plantagenêt » (ou art angevin).

## Ornementation
Comme les paragraphes précédents, les descriptions ci-dessous sont majoritairement issues de celles d'André Montoux au tout début des années 1950.
Les clefs des voûtes sont ornées de larges médaillons sculptés d'environ 60 cm de diamètre qui portent encore de nombreuses traces de peinture.

### Vaisseau
Celle de la première travée représente le Sauveur, la main droite levée dans un geste de bénédiction, la gauche tenant un globe.
Celle de la deuxième travée montre une Vierge à l'Enfant : une femme  avec  une  robe  à  ceinture  aux  plis  bien  marqués, relevant de la main gauche une sorte de manteau. À sa droite un enfant la main droite levée en signe de bénédiction.

### Bas-côtésud
La clef de la première travée porte un buste d’homme barbu et ailé tenant dans ses mains un livre. Peut-être est-ce Saint Matthieu.
Celle de la deuxième travée représente un buste d’homme imberbe, la main droite levée et tenant de la gauche un objet. Des ailes sont visibles derrière lui. Peut-être est-ce une représentation de Saint Jean l’Évangéliste et de son aigle.

### Bas-côténord
Les deux clefs d'origine semblent avoir disparu. Peut-être que les médaillons d'origine présentaient Saint Marc et Saint-Luc, en écho au bas-côté sud. Le nombre de clefs (quatre) permettait en effet de représenter le Tétramorphe.
Celle de la première travée montre un  abbé  ou  un  évêque  tenant  des  deux  mains une crosse inclinée. L'absence du moindre pigment de peinture laisse à penser que le médaillon d'origine a été remplacé.
Celle de la deuxième travée a été sciée et a disparu.

### Chapellesud
Sur les chapiteaux de la chapelle sud, on retrouve, comme dit précédemment, l’écu des Sauvage. On peut également remarquer des têtes d’enfants en pleurs. Ils rappelleraient le sort réservé à cette époque aux enfants atteints de la rage qu’on étouffait entre deux édredons.